# Diastylis polaris
Diastylis polaris är en kräftdjursart som beskrevs av Sars 1871. Diastylis polaris ingår i släktet Diastylis och familjen Diastylidae. Inga underarter finns listade i Catalogue of Life.